# Проституция в Руанда
Проституцията в Руанда е незаконна. Въпреки това, поради огромната бедност, много жени са били принуждавани да проституират, за да изкарват пари. Смята се, че около 25% от проституиращите в Руанда са ХИВ позитивни.
През март 2007 година Пол Кагаме изнася реч, в която заявява, че проституцията в Руанда трябва да бъде спряна, той казва: „Това не е част от пътя за развитието на Руанда, следователно, трябва да спре.“